# Município de Franklinville (condado de Randolph, Carolina do Norte)
Localização da Carolina do Norte nos E.U.A.
O município de Franklinville (em inglês: Franklinville Township) é um município localizado no  condado de Randolph no estado estadounidense da Carolina do Norte. No ano 2010 tinha uma população de 10.080 habitantes.

## Geografia
O município de Franklinville encontra-se localizado nas coordenadas 35° 45′ 18,49″ N, 79° 44′ 11,11″ O.